# Tormenta tropical Pakhar (2017)
La tormenta tropical Pakhar fue una tormenta tropical que impactó Filipinas y el sur de China en agosto de 2017.
La tormenta causó que 16 provincias en Filipinas dieran advertencias y las clases fueron suspenidas como medida de precaución. Algunas provincias estuvieron en riesgo de inundación. En China, Macao y Hong Kong cancelaron varios vuelos. Macao y Hong Kong estuvueron en riesgo de inundación.
En Filipinas, 3 391 personas resultaron afectadas y 41.27 millones de pesos filipinos fueron destruidos en la Provincia de Aurora. En Hong Kong, alrededor de 300 vuelos fueron cancelados. En China, el personal de emergencia se encargó de generar electricidad y ayudar a rescatar personas. 12 personas resultaron muertas, 67 heridas, y unas 6,000 personas tuvieron que evacuar.